# Mambo Café
Mambo Café é um filme estadunidense estrelado por Thalía em 2000, produzido por Brad Wyman, e dirigido por Reuben González.
Orçado com baixo custo de apenas 150 mil dólares, sendo o cache da Thalia fazendo parte de 30% do orçamento, "Mambo Café" conta a estória de uma família porto-riquenha residente em Nova Iorque, proprietária de um restaurante semifalido situado no bairro de Harlem, que armam um plano mirabolante para atraírem clientes ao restaurante da família. Thalía interpreta Nydia, uma universitária que finge ser rica para impressionar seu namorado de família nobre.
O roteiro foi escrito por Reuben González, distribuído por Arte Cinema, e tem duração de 1h30 min. No Brasil recebeu o nome de Servindo a Máfia, e foi lançado em 2006.

## Elenco
- Thalía
- Danny Aiello
- Lillo Brancato
- Robert Costanzo
- Kamar de los Reyes
- Ismail Bashey
- Ellen Pompeo

## Lançamento, arrecadação e venda física
Lançado em 21 de abril de 2000, "Mambo Café" marcou a estréia de Thalía no cinema como atriz principal. Anteriormente, a cantora já havia atuado em outros filmes, embora estes fossem sempre secundários. Em contraste, na comédia dirigida por Ruben González, ela recebeu o papel principal.
O ‘Mambo Café’ foi gravado em Nova Iorque e chegou aos cinemas no México, Grécia, Rússia e Estados Unidos. Segundo a distribuidora, o filme foi assistido no México por aproximadamente 30 mil pessoas, na Grécia por 2.000, Rússia não foi mencionada, e nos Estados Unidos, foi apresentada em cinemas pequenos e selecionados, como não havia uma grande produtora por trás, a distribuidora estimou em revista em 2002 que o filme foi assistido por cerca de 34 mil pessoas nos cinemas. O DVD foi vendido por toda a América e Europa, por distribuidoras diferentes e muitas vezes nacionais, e estima-se que tenha vendido menos de 30 mil VHS's e 10 mil DVD's. 

## Exibição no Brasil
Exibido pela Rede Aparecida em 02/01/2011 (primeira exibição em TV brasileira), e pelo mesmo canal em 30/12/2011, e em 19/02/2012.